# العلاقات التوفالية الغينية
العلاقات التوفالية الغينية هي العلاقات الثنائية التي تجمع بين توفالو وغينيا.

## مقارنة بين البلدين
هذه مقارنة عامة ومرجعية للدولتين:
| وجه المقارنة                                              | توفالو                         | غينيا       |
| --------------------------------------------------------- | ------------------------------ | ----------- |
| المساحة (كم2)                                             | 26                             | 245.86 ألف  |
| عدد السكان (نسمة)                                         | 11.19 ألف                      | 12.72 مليون |
| الكثافة السكانية (ن./كم²)                                 | 43.04 ألف                      | 51.74       |
| العاصمة                                                   | فونافوتي                       | كوناكري     |
| اللغة الرسمية                                             | اللغة التوفالوية، لغة إنجليزية | لغة فرنسية  |
| العملة                                                    | دولار توفالو                   | فرنك غيني   |
| الناتج المحلي الإجمالي (بليون دولار)                      | 39.73 مليون                    | 10.50 مليار |
| الناتج المحلي الإجمالي (تعادل القوة الشرائية) بليون دولار | 38.93 مليون                    | 15.24 مليار |
| الناتج المحلي الإجمالي الاسمي للفرد دولار أمريكي          | 3.29 ألف                       | 531         |
| الناتج المحلي الإجمالي للفرد دولار أمريكي                 | 3.77 ألف                       | 1.22 ألف    |
| مؤشر التنمية البشرية                                      |                                | 0.411       |
| رمز المكالمات الدولي                                      | +688                           | +224        |
| رمز الإنترنت                                              | .tv                            | .gn         |
| المنطقة الزمنية                                           | ت ع م+12:00                    | 00          |

## منظمات دولية مشتركة
يشترك البلدان في عضوية مجموعة من المنظمات الدولية، منها:
| علم المنظمة | اسم المنظمة                                 | تاريخ انضمام توفالو | تاريخ انضمام غينيا |
| ----------- | ------------------------------------------- | ------------------- | ------------------ |
|             | مؤسسة التنمية الدولية                       | 24 يونيو 2010       | 26 سبتمبر 1969     |
|             | يونسكو                                      | 21 أكتوبر 1991      | 2 فبراير 1960      |
|             | منظمة حظر الأسلحة الكيميائية                | ?                   | ?                  |
|             | الأمم المتحدة                               | 5 سبتمبر 2000       | 12 ديسمبر 1958     |
|             | مجموعة دول أفريقيا والكاريبي والمحيط الهادئ | ?                   | ?                  |
|             | الاتحاد البريدي العالمي                     | ?                   | ?                  |
|             | البنك الدولي للإنشاء والتعمير               | 24 يونيو 2010       | 28 سبتمبر 1963     |